# Acantholimon kutschanense
Acantholimon kutschanense är en triftväxtart som beskrevs av Karl Heinz Rechinger. Acantholimon kutschanense ingår i släktet Acantholimon och familjen triftväxter. Inga underarter finns listade i Catalogue of Life.